# 応急危険度判定士
応急危険度判定士（おうきゅうきけんどはんていし）とは、大規模災害発生である大地震や余震により被災した建築物を調べ、その後に発生するさらなる余震などによる倒壊の危険性、外壁、看板や窓ガラスなどの落下、付属設備・機器の転倒・落下などの応急危険度判定を行うことのできる資格を持った人のことである。人命にかかわる二次的災害を防止する判定を行う。2009年（平成21年）3月末時点では日本全国で応急危険度判定士は102,610人いる。

## 必要要件
応急危険度判定士になるために、以下の要件を満たす必要がある。
- 建築士法に規定する建築士であること。
  - 一級建築士、二級建築士、木造建築士のいずれの資格でもかまわない。
  - 施工管理技士も対象となった
- 各都道府県に居住もしくは勤務していること。
  - 登録が各自治体により行われるため。
- 判定士の養成を目的とした講習会を修了していること。

## 業務内容
応急危険度判定士が行う応急危険度判定は、被災した市町村に設置された災害対策本部からの要請によって実施される。その際、応急危険度判定士は、ボランティアとして建築物の被災状況の応急危険度判定をおこなう。
なお、応急危険度判定は、判定士が2人1組となって、建築物の外観を目視し行う。判定後、「調査済」（緑）、「要注意」（黄）、「危険」（赤）のうちのどれかを見やすい箇所を判定した建築物に掲示し、居住者をはじめとした一般人に状況を知らせる。なお、「危険」が出た場合は立入禁止となる。

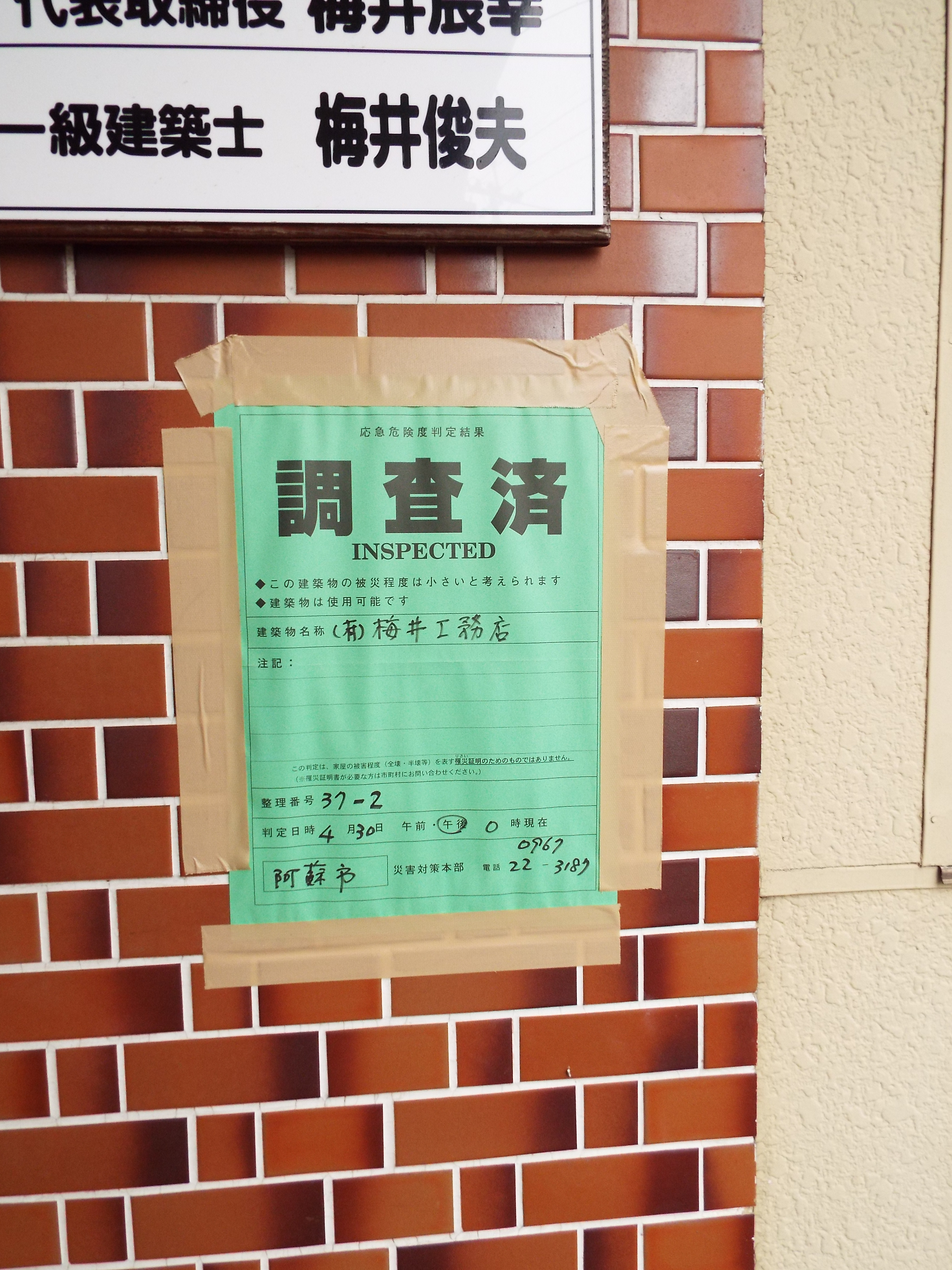
調査済（緑） 熊本地震後の4月30日に貼付（2016年5月7日撮影）
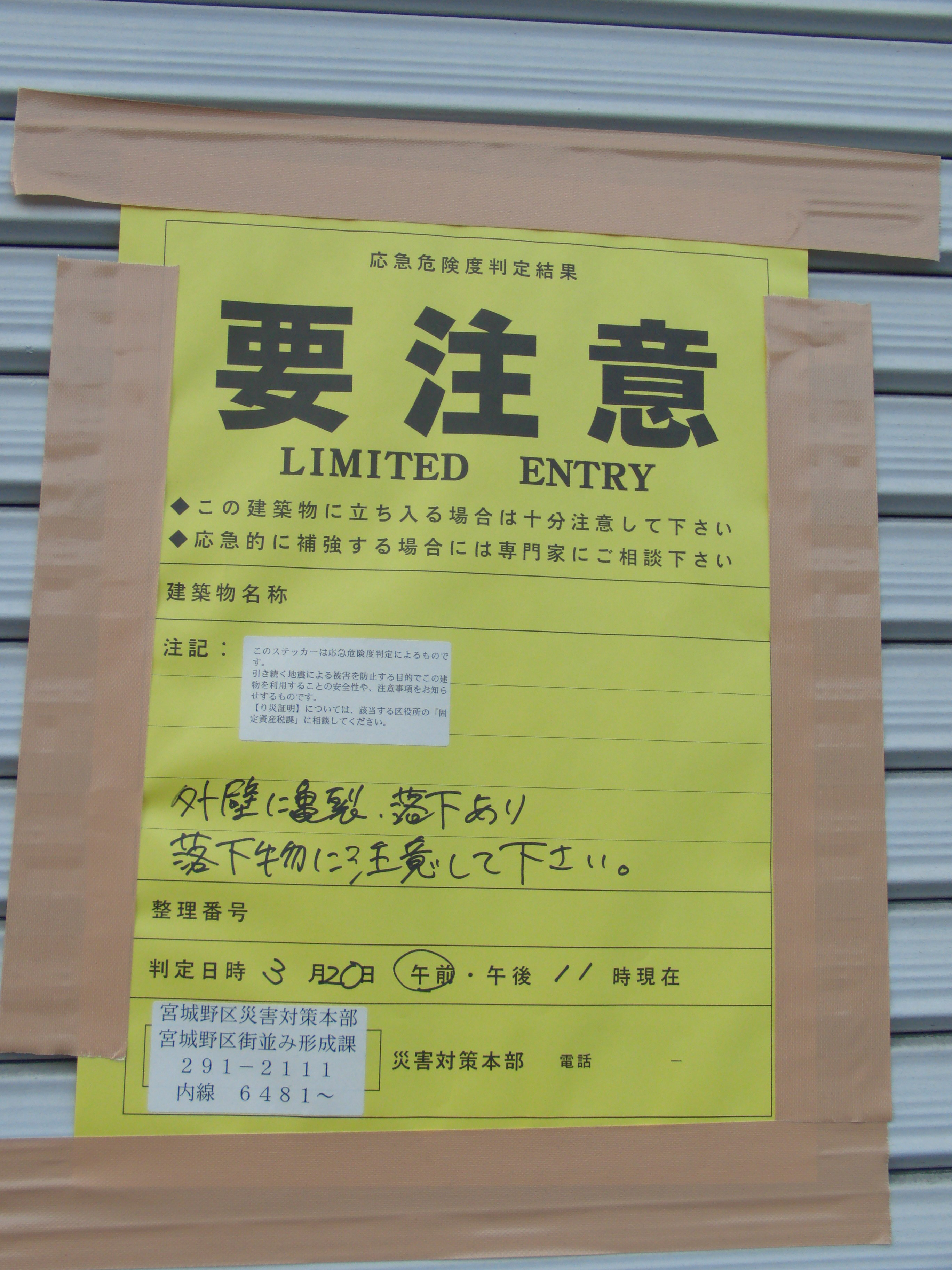
要注意（黄） 東北地方太平洋沖地震後の3月20日に貼付（2011年3月23日撮影）
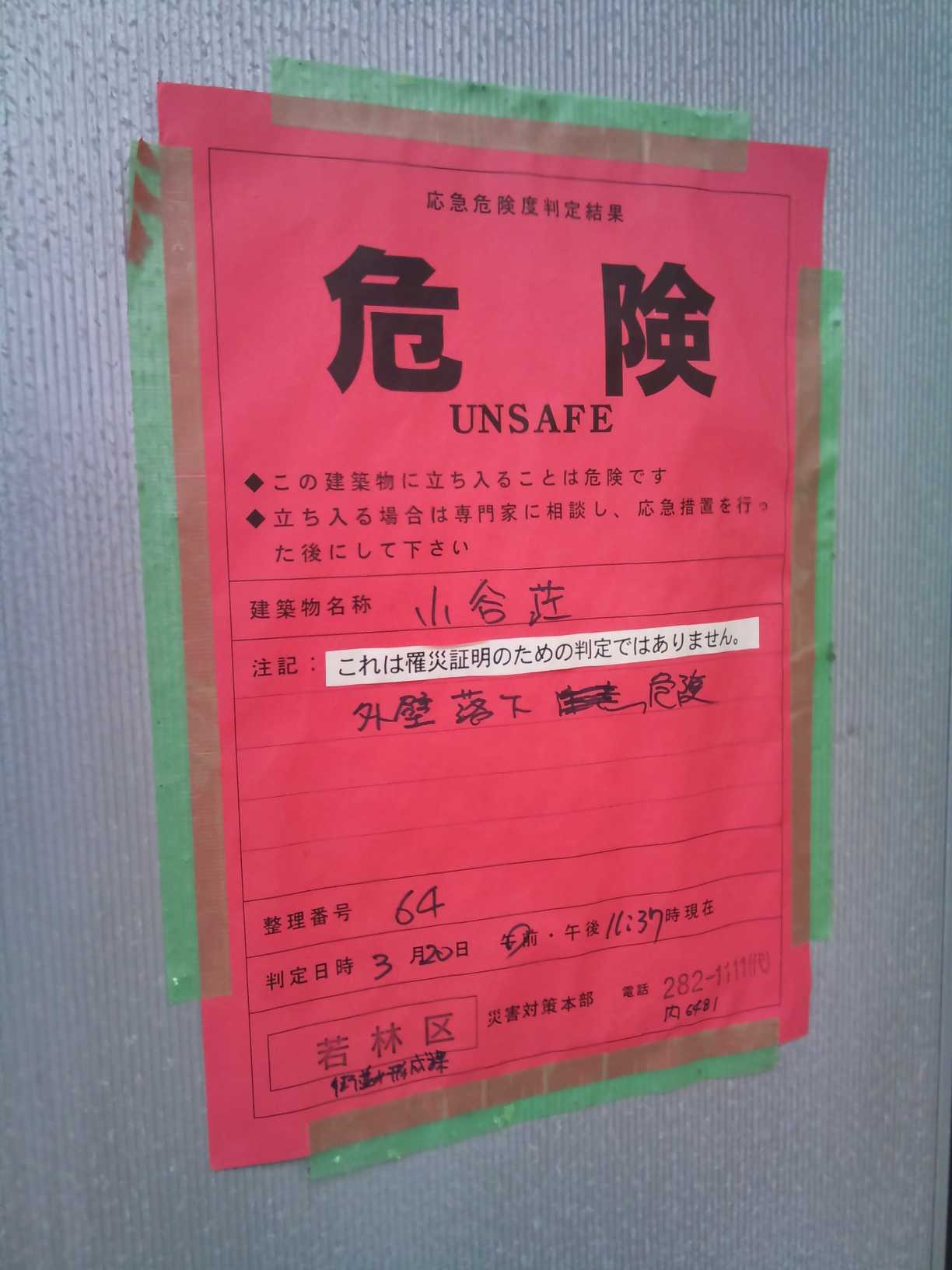
危険（赤） 東北地方太平洋沖地震後の3月20日に貼付（2011年4月2日撮影）